# Château de Fukuoka
 (juin 2021).
Si vous disposez d'ouvrages ou d'articles de référence ou si vous connaissez des sites web de qualité traitant du thème abordé ici, merci de compléter l'article en donnant les références utiles à sa vérifiabilité et en les liant à la section « Notes et références ».
Le château de Fukuoka (福岡城, Fukuoka-jō) est un château japonais situé à Chūō-ku au Japon. Le château est également connu sous les noms de château de Maizuru (舞鶴城, Maizuru-jō) ou château de Seki (石城, Seki-jō). Terminé au début de la période Edo pour Nagamasa Kuroda, un tozama daimyo, il a été déclaré site historique par le gouvernement japonais.

## Histoire

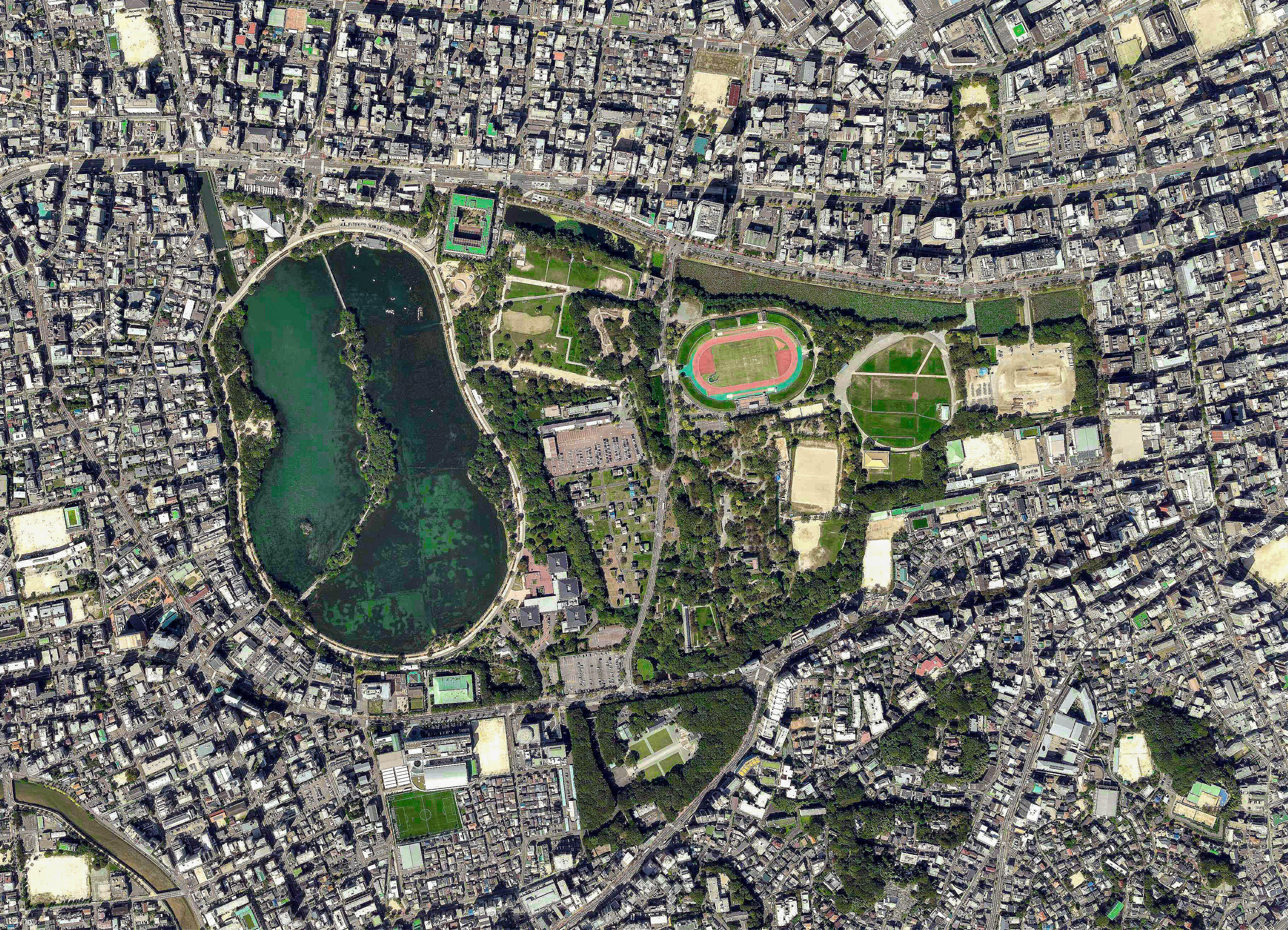
Photo aérienne du château de Fukuoka et du parc Ōhori à Chuo-ku, Fukuoka.

Le château de Fukuoka se trouve sur l'île de Kyūshū, au Japon, dans le centre de la ville de Fukuoka, au sommet de la colline Fukusaki. La rivière Naka (那珂川, Naka-gawa) sert de douve naturelle du côté oriental du château tandis que le côté occidental a recours à une vasière pour remplir ce même usage. Hakata-ku, un quartier doté d'un port animé, est situé à l'est, du côté opposé de la rivière Naka. La ville-château est disposée du côté nord, en face de la mer.
Une grande partie du parc du château a été convertie pour devenir le parc Maizuru, qui abrite plusieurs installations sportives, un palais de justice, et un musée d'art. Le stade Heiwadai, l'ancien domicile des clubs de baseball Nishitetsu Lions et Fukuoka Daiei Hawks, se trouvait également sur l'emplacement du château. Quelques-unes des portes et des yagura (poivrières) sont préservées au sein du parc, dont l'une a été inscrite comme important témoin historique par l'administration japonaise.
Les restes d'un Korokan (鴻臚館, Kōrokan), ambassade étrangère ont été découverts dans le parc du château en 1987, montrant que le château était un point de contrôle géographique essentiel, même à l'époque de Heian. C'est le seul vestige Korokan dans tout le Japon.

## Construction
En 1600, Nagamasa reçoit une énorme récompense sous forme de terres dans la province de Chikuzen pour sa contribution à la bataille de Sekigahara et s'installe au château de Najima (名島城, Najima-jō) pour instituer le domaine de Fukuoka. Le château de Najima qui a été construit par Tachibana Akitoshi et développé par Kobayakawa Takakage est bien trop petit pour servir un grand han, ce qui amène au choix de la colline de Fukuoa comme emplacement pour un nouveau château.
La construction commence en 1601. Yoshitaka est déjà un expert reconnu en édification de fortifications et Noguchi Kazunari, un tailleur de pierre qui a travaillé sur les châteaux d'Edo et d'Osaka en dirige la construction. Terminé en 1607, après sept ans de travaux, le château aurait compté le nombre impressionnant de quarante-sept yagura et couvre une superficie de 47 000 m2, la plus grande  de la région de Kyūshū. Katō Kiyomasa du domaine de Kumamoto voisin loue le château pour sa magnificence. La fortification en pierre sèche conçue par Noguchi est particulièrement impressionnante et vaut au château le nom de Sekijō (littéralement « château de pierre »).
Le château et la ville-château de Fukusaki sont renommés « Fukuoka », d'après le Fukuoka de la province de Bizen (actuelle Setouchi), d'où est originaire la famille de Kuroda.
Plusieurs réparations mineures sont effectuées durant la période Edo et une rénovation à grande échelle est conduite pendant la période du Bakumatsu.
En 1871, l'abolition du système han contraint à l'abandon du château. De nombreux bâtiments dans l'enceinte du château sont mis à bas ou déplacés vers d'autres emplacements.
En 1920, la yagura kinen est déplacée au temple Taishō dans l'arrondissement de Yahatahigashi-ku. Le bâtiment est réinstallé à son emplacement original en 1983.
Le 29 août 1957, le château est déclaré site historique par l'administration japonaise. Des portes et des yagura additionnelles sont également décrétées « éléments historiques » par le gouvernement préfectoral en 1952, 1961, 1971 et 1957.

## Informations détaillées

### Environnement
Après son écrasante victoire à la bataille de Sekigahara en 1600, Kuroda Nagamasa est nommé gouverneur de la province de Chikuzen, la reçoit à titre personnel en échange de ses six comtés dans la province de Buzen, puis il établit son quartier général au château de Najima avec son père Josui.
Le château de Najima se trouve dans une péninsule qui se projette dans la baie de Hakata au nord de l'estuaire de la rivière Tatara. Les éléments essentiels du château sont le hon-maru, le ni-no-maru et le san-no-maru, respectivement rangés d'ouest en est et s'étendant sur plus de 900 m. Construit par Kobayakawa Takakage, un des grands généraux japonais, le château est imprenable. Cependant, quand les aspects politiques et économiques sont pris en compte, il s'avère qu'il n'est pas souhaitable d'en faire le centre administratif de la province car il semble impossible d'y construire une grande ville-château à cause de la rivière au sud, de la mer au nord et à l'ouest et des contreforts des collines à l'est. Par ailleurs, le château est situé loin de Hakata, un grand centre d'affaires. En conséquence, Nagamasa et Josui envisagent quatre sites : Sumiyoshi, Hakozaki, la colline d'Aratsu-yama (de nos jours le parc Nishi-koen) et Fukuzaki. Après un examen attentif, Fukuzaki est choisi pour site du château.
Fukuzaki, à proximité de Hakata, est un endroit où une ville fortifiée peut facilement être construite et possède un port maritime très utile. L'endroit comporte par ailleurs des avantages géostratégiques, entouré comme il l'est d'une crique, de rivières et de collines. C'est ainsi que Fukuzaki est choisi par Josui, l'actuelle Fukuoka qui est de nos jours une des plus grandes villes du Japon.

### Construction
La construction du château de Fukuoka commence en 1601. Le plan de ce château semble avoir été conçu par Kuroda Nagamasa. Un ancien document laisse supposer que ce dernier prévoit un portail après de nombreuses consultations avec ses officiers. La construction du château s'achève en 1607.
Le déroulement des travaux est assez bien connu par le biais des recherches archéologiques et géologiques et des documents anciens, à partir desquels il est possible de retracer les détails de la construction du château.
Comme il y a une succession de collines à partir de la colline d'Akasaka, qui se trouve à environ 30 m au-dessus du niveau de la mer, jusqu'à la colline destinée à devenir le site du hon-maru, une zone au sud du château est creusée pour former une douve. Les collines au sud de la douve sont également creusées afin d'être transformées en collines à pente douce. La partie supérieure d'une butte qui se trouve au nord-ouest de la citadelle est également arasée parce qu'elle est plus haute que le hon-maru. La butte sert ensuite de maison de retraite pour Kuroda Josui.
Une crique ou une entrée à l'ouest de la citadelle dans laquelle sont maintenant situés le parc Ōhori-kōen et Arato, est utilisée pour la douve ohori (grande douve) dans la moitié sud de la crique, et pour une ville dans la moitié nord au terme de travaux de récupération et de dragage. En même temps, le cours de la rivière Hii (Tajima) qui coule dans la crique, est détourné vers l'ouest.
À l'ouest de la citadelle, deux fossés linéaires sont creusés à la confluence des rivières Shiju (devenue rivière Yakuin-shin) et Naka.
Cette construction à grande échelle requiert un nombre élevé de pierres. L'analyse des composantes de la pierre révèle qu'elles sont du même genre que celles trouvées dans les îles de Nokonoshima, Itoshima, Sawara, Kashii, et dans la région de Noma à Teratsuka. Selon d'anciens livres, les pierres et des parties de bâtiment du château de Najima sont embarquées pour Fukuoka et les pierres qui ont été utilisées pour la construction du Genkō bōrui (muraille construite pour prévenir les envahisseurs mongols) ainsi que les tumuli dans et autour du village de Hirao et des collines de Hirao-yama, sont aussi réutilisés pour le château. D'après ces informations, on peut déduite que les bâtisseurs du château ont rencontré de sérieuses difficultés pour rassembler les pierres nécessaires à la construction de l'édifice. Les imposants murs de pierre sont érigés sous la direction de Noguchi Sasuke Kazushige, qui est réputé pour sa compétence en matière de construction de murs de pierres et qui participe plus tard à l'édification des châteaux d'Edo et d'Osaka.
Pour la construction du château, de riches marchands, Kamiya Sotan et Shimai Soshitsu, offrent une aide financière grandement appréciée. Après l'achèvement du projet, Josui nomme le château « Fukuoka » en souvenir de la terre de ses ancêtres, ce qui constitue le Fukuoka de l'époque contemporaine, à Setouchi (préfecture d'Okayama).

### Hon-maru
Un hon-maru est un kuruwa situé au cœur d'un château japonais, qui est un ensemble de kuruwa. Le château de Fukuoka est construit dans le style de Teikaku-shiki ou Hashigokaku-shiki (un plan dans lequel les hon-maru, ni-no-maru et san-no-maru partagent des lignes défensives sur un côté parce que la topographie et le plan du château donnent un avantage particulier à ce côté) et son hon-maru est situé au sud du château intérieur et mesure 125 m d'est en ouest et 230 m du nord au sud.
Le hon-maru a la forme d'une croix raccourcie à cause de la complexité des lignes extérieures des murs de pierre. Les de-sumi (angles saillants) sur le côté nord du hon-maru sont des protections rectangulaires en projection qui augmentent les capacités défensives du château. Les iri-sumi (angles en retrait) sur le côté sud du hon-maru augmentent également les capacités défensives du château parce qu'ils permettent un feu croisé sur l'ennemi à partir des angles du sud du hon-maru. Le sommet des fondations du dai-tenshu (grand donjon) se trouve à 36,3 m au-dessus du niveau de la mer et à 23 m au-dessus du niveau de la mer au centre du hon-maru. Le hon-maru du château de Fukuoka est divisé entre une partie nord et une partie sud par les fondations en pierres du sho-tenshu (petit donjon), du chu-tenshu (donjon moyen), le dai-tenshu (grand donjon) et le kanritsu-shiki tenshu-kuruwa (un kuruwa formé de bâtiments rectangulaires comme position stratégique de dernier recours en temps de siège). La partie sud est apparemment le tenshu-kuruwa (un kuruwa spécialement conçu pour la défense du tenshu) jouant le rôle du tsume-no-maru (un kuruwa pour le dernier combat du siège), et se trouve être l'endroit le plus fortifié dans le château. Sur l'angle nord-ouest de la fondation du tenshu, le tenshu-kuruwa dispose en plus du kanritsu-shiki tenshu-kuruwa. Cette caractéristique particulière indique que la destination du château est défensive.
Les fondations du dai-tenshu (grand donjon) font environ 24,8 m d'est en ouest et 22,4 m du nord au sud et couvrent une superficie de la taille du premier étage du tenshu du château de Himeji qui a une superficie de 550,025 m2. On a longtemps cru qu'il n'y avait pas de tenshu sur les fondations mais on peut en voir des descriptions indirectes dans quelques documents anciens et l'existence d'un appendice du tenshu est indiquée sur quelques cartes anciennes. Kuroda Nagamasa a essayé de détruire tous les documents relatifs au christianisme. Comme « tenshu » signifie également « dieu (chrétien) », il est possible qu'il ait détruit presque tous les documents contenant le mot « tenshu ».
La résidence hon-maru, située au nord des fondations du dai-tenshu (grand donjon), sert de domicile pour les seigneurs, jusqu'à ce que Kuroda Tadayuki, le deuxième d'entre eux, construise une nouvelle résidence dans le san-no-maru. Dans la résidence hon-maru, il y a un tatami de 56 m2 (109 m2 à Chikuzen) dans la chambre d'audience et le shaka-no-ma (la salle du Bouddha) où se tiennent les iken-kai, réunions régulières où les obligés les plus importants sont autorisés à exprimer librement leurs opinions, qu'elles soient en accord ou pas avec les positions et les opinions du daimyo.
Dans le hon-maru se trouvent quelques sanctuaires shinto comme dans beaucoup d'autres châteaux japonais. À l'ouest des fondations du dai-tenshu (grand donjon), il y a un sanctuaire Niyakuichioji. Ce sanctuaire est une branche du sanctuaire Kego dédié à trois dieux de la guerre. En 1768, le sanctuaire Seisho-Gongen est construit à l'est des fondations du dai-tenshu pour vénérer Kuroda Nagamasa et en 1773, le sanctuaire Suikyo-Gongen a été élevé pour honorer Kuroda Josui dans le même bâtiment. Ces deux sanctuaires existent toujours à leur nouvel emplacement dans le parc de Nishi-koen (colline d'Arato) mais en un sanctuaire unique et qui s'appelle à présent le « sanctuaire Terumo ».

### Ni-no-maru

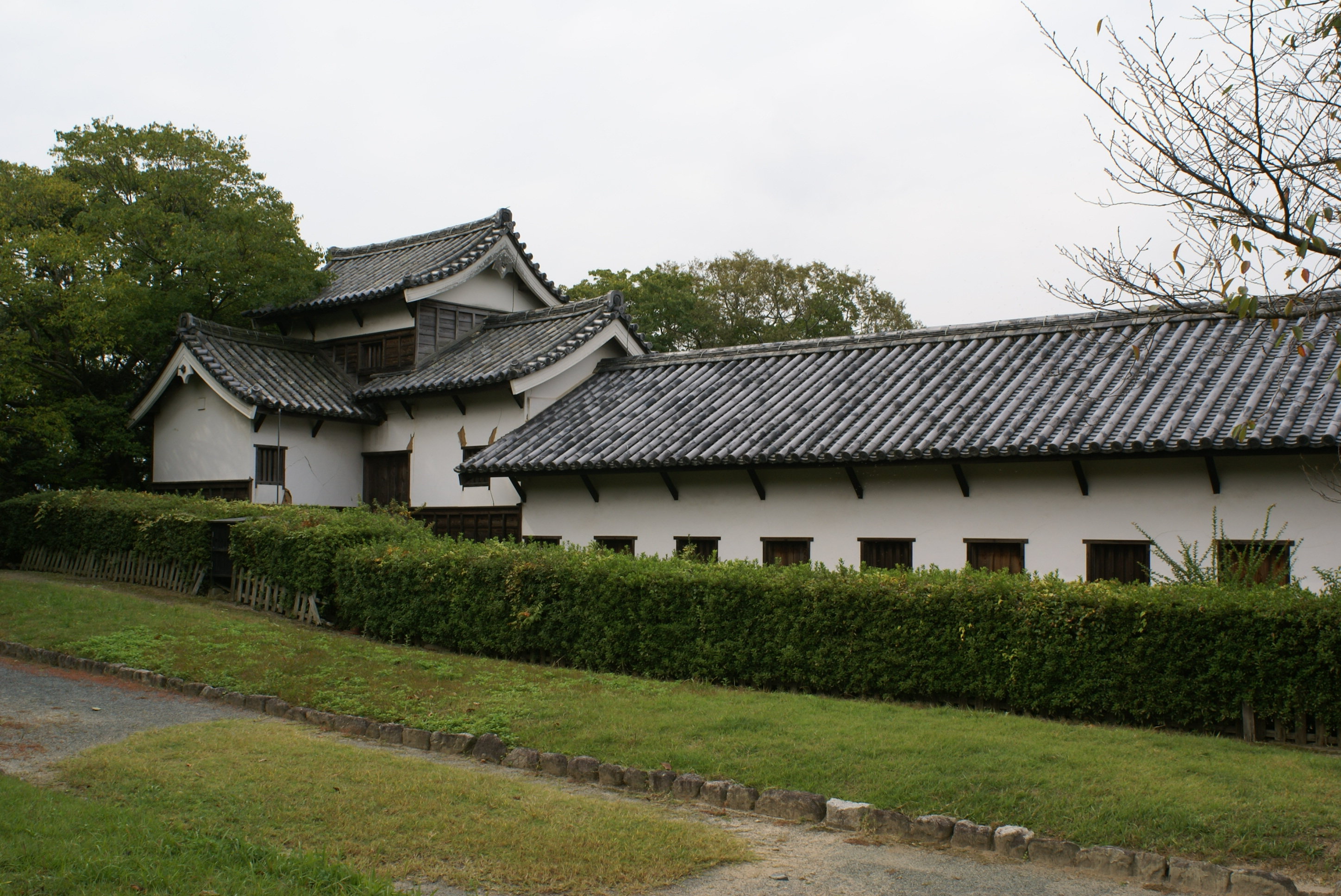

Un ni-no-maru (en tant que nom commun) est le deuxième plus important kuruwa. Le ni-no-maru du château de Fukuoka est constitué de quatre kuruwa essentiels, à savoir le ni-no-kuruwa, le ni-no-maru (en tant que nom commun), le minami-no-maru, le mizunote et quelques kuruwa mineurs, tous adjacents au hon-maru.
- La hauteur du ni-no-kuruwa, qui est un kuruwa en forme de « L » allongé, est de 17–18 m au-dessus du niveau de la mer pour une longueur d'environ 310 m du nord au sud. Ce kuruwa est conçu pour défendre les portes du hon-maru et fonctionne comme un kuruwa clé qui contrôle les accès des nombreuses portes du hon-maru. Ce kuruwa est bien fortifié ; il possède par exemple un kakushi-guruwa (kuruwa caché) situé au sud de la porte kirinoki-zaka et qui est utilisé pour tendre une embuscade à l'ennemi en approche. L'ensemble est décrit sur certaines cartes anciennes comme ayant plusieurs yagura comme une écurie servant de relais de poste mais il n'y a en fait pas d'autres bâtiments qu'un ensemble résidentiel.
- Le ni-no-maru rectangulaire mesure 135 m d'est en ouest, 150 m du nord au sud et se trouve à 15–17 m au-dessus du niveau de la mer. Une carte du début du XVIIe siècle montre une résidence entourée de yagura, de murs et de nagaya (structures en longueur). Une autre carte illustrée du château dressée pendant la gouvernance du troisième daimyo, Mitsuyuki, comporte une note au sujet de ce kuruwa avec l'inscription, « Ni-no-maru, la résidence de Hizen-no-kami ». Considérant que hizen-no-kami (un titre d'honorabilité signifiant gouverneur de Hizen) était le titre donné à l'héritier de Mitsuyuki, cet ensemble était utilisé comme résidence de l'héritier du seigneur, du moins quand la carte a été dressée à la fin du XVIIe siècle. Par ailleurs, un autre ancien document indique que la résidence de Mitsuyuki, alors héritier du seigneur Tadayuki, était dans le ni-no-maru, tandis qu'un autre document dit que durant la gouvernance du cinquième seigneur Nobumasa, son oncle Nagakiyo, le seigneur du comté de Nogata, a résidé dans le ni-no-maru alors qu'il visitait Fukuoka. Le kuruwa dont il est question dans ces deux derniers documents est probablement le ni-no-maru.
- Le minami-no-maru, un autre kuruwa de forme rectangulaire, mesure environ 70 m d'est en ouest, et 110 m du nord au sud. La hauteur au sommet des fondations est de plus de 20 m au-dessus du niveau de la mer. Ce kuruwa était non seulement une défense contre un ennemi approchant en provenance du sud mais également une espèce de kakushi-guruwa (kuruwa caché) où pouvait être dressée une embuscade d'où lancer une attaque en tenaille de ce kuruwa et du hon-maru sur les soldats ennemis approchant le hon-maru. Quelques documents indiquent qu'il existait une résidence pour le vice-chancelier (le conseiller du seigneur responsable du château en l'absence du seigneur).
- Le mizunote, qui fait 120 m d'est en ouest et 160 m du nord au sud, est situé à l'est du hon-maru. Le mizunote est un kuruwa pourvu d'un puits ou d'un réservoir d'eau potable. Au château de Fukuoka, le mizunote a été construit avec un réservoir de captage qui, en cas de siège, tenait également lieu de fossé sutebori, ce qui contraignait les ennemis à prendre une voie détournée pour attaquer. En plus du fossé sutebori, il y avait un obi-guruwa en forme de « L » le long des côtés du hon-maru et du ni-no-maru, permettant des tirs défensifs simultanés à partir de différents niveaux. Selon un rapport sur le château fait par un shinobi de shogun (c'est-à-dire un espion ninja), il y avait un jardin floral entouré de bosquets de bambous au sud du réservoir.

### San-no-maru

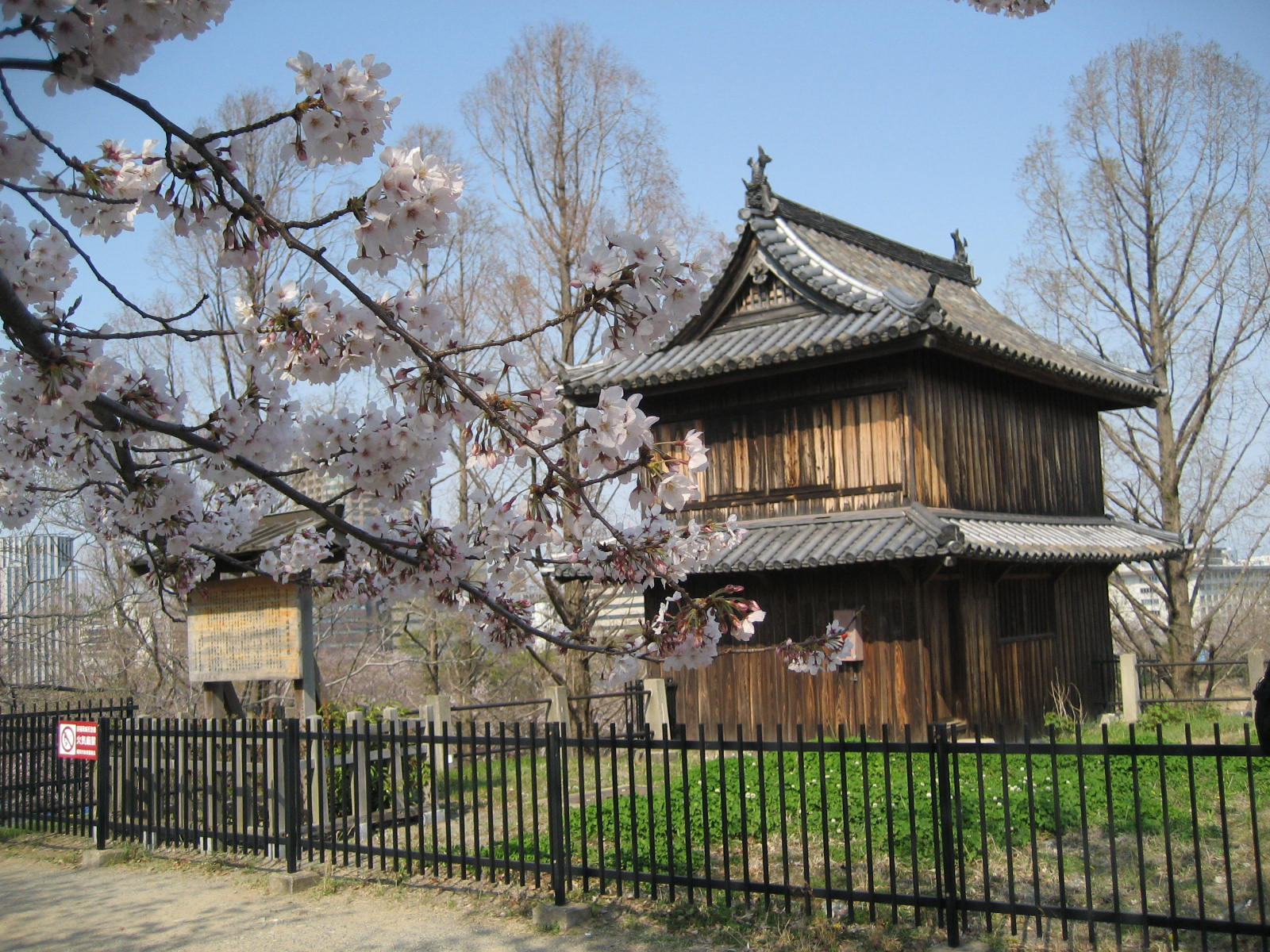
Le château de Kukuoka en avril quand les cerisiers sont en fleurs.

La citadelle du château de Fukuoka est la surface entourée d'une douve continue qui mesure environ 1 000 m d'est en ouest et 700 m du nord au sud. Même sans la douve, cette citadelle à la grandiose échelle est aussi grande que quelques-uns des châteaux construits par le shogunat Tokugawa, tels que le château de Nagoya et le château d'Osaka de la période des Tokugawa. Mais grâce aux larges voies qui traversent le san-no-maru, en particulier de la passerelle kami-no-hashi à la passerelle shimo-no-hashi, les soldats peuvent se rendre rapidement au point d'attaque en cas de concentration de feux sur un endroit donné du château.
Le san-no-maru, qui est aussi appelé « san-no-kuruwa », couvre une large partie de cette citadelle et est divisé en section orientale et section occidentale par l'approche matsunoki-zaka, le takayashiki et le mur de pierres se trouvant entre eux. Le niveau des fondations de la section occidentale est de 5–6 m au-dessus du niveau de la mer, tandis que la section orientale est plus haute de 2–3 m que la section occidentale le long de la ligne des douves qui se trouvent à 8–17 m au-dessus du niveau de la mer. La hauteur du takayashiki est d'approximativement 13 m.
Dans la section orientale, peu après la construction du château, Kuroda Zusho, Kuroda Yoshin, Mori Tajima et Kuriyama Bingo (principaux obligés) occupent d'abord les résidences qui sont alignées le long du bord de la douve nord de la citadelle, respectivement du bord est de la citadelle à la passerelle shimo-no-hashi et, à l'est du ni-no-maru, il y a une autre résidence initialement occupée par Inoue Suo. Ces résidences sont en permanence habitées par les principaux obligés de l'époque jusqu'aux derniers jours du shogunat Tokugawa. Les seigneurs des principaux vassaux qui occupent ces résidences leur ordonnent souvent de déménager, comme y sont contraints les résidents de la ville-château. Ces logements, d'à peu près toutes les mêmes dimensions, rendent possible une disposition défensive efficace. Un château d'hébergement de soldats prévoit deux soldats par tsubo (4 m2) et, en conséquence, chaque résidence peut contenir 1 000 à 2 000 soldats.
Après l'achèvement du château, les quartiers résidentiels du Daikancho se trouvent dans la section occidentale de la citadelle. Les divisions de structures qui apparaissent sur la carte du rapport d'information sur l'état des provinces de Shikuzen, Chikugo, Hizen et Higo, rapport écrit par un shinobi et compilé en 1627, reflètent probablement l'état du château dans ses premiers temps.
La carte illustrée de tout Fukuoka et Hakata dressée en 1646 montre différentes divisions structurelles de la section occidentale. Selon cette carte, il y a cinq résidences pour les principaux obligés dans la section occidentale et la résidence seigneuriale est à l'ouest du mur de pierres, entre l'approche matsunoki-zaka et l'approche kirinoki-zaka. À part les résidences, la seule autre construction décrite sur la carte est un bâtiment indépendant relevant du département des finances au sud du takayashiki.
Un facsimilé de la carte, qui aurait été fait en 1671, montre que la résidence du seigneur s'est déplacée à l'ouest du takayashiki. C'est la résidence qui a été construite la même année et appelée « o-shita-no-yashiki ». De ce temps, la résidence n'a pas bougé jusqu'à la fin du shogunat Tokugawa. En 1763, une vaste partie de ce bâtiment o-shita-no-yashiki est détruite par un incendie et reconstruite l'année suivante. o-shita-no-yashiki bénéficie de travaux de rénovation en 1770. La résidence comporte une salle d'audience où le seigneur reçoit les obligés, ainsi que son logement, un petit et un grand cabinet, une salle d'étude, un bureau pour les secrétaires, une chambre d'enregistrement, un bureau du service des finances, des antichambres pour les principaux obligés et cinq commissionnaires, un complexe d'appartements pour les dames de la cour, une cuisine, un grenier qui conserve les cinq denrées alimentaires de base[Lesquelles ?], un entrepôt de charbon de bois, des archives, un entrepôt du trésor, une scène de théâtre nô et pas moins de quinze puits.
Au nord de la résidence o-shita-no-yashiki se trouvent deux parties de bâtiments antérieurement utilisés comme résidences des principaux obligés. L'emplacement sert alors pour le kita-no-maru (une annexe de la résidence o-shita-no-yashiki où vivent les maîtresses du seigneur), l'entrepôt de bois de chauffage, la résidence du trésorier, les maisons de trésor, un atelier de bois et un jardin floral.
Au sud de la résidence o-shita-no-yashiki se trouvent deux ensembles de bâtiments précédemment utilisés comme résidences pour les principaux obligés, remplacés par un goyo-yashiki qui est peut-être un complexe d'appartements pour les fonctionnaires du gouvernement, puis un manège d'équitation en 1771. En 1811, le bureau des colporteurs est déplacé du sud du château à un terrain adjacent au manège.
En face de la passerelle oimawashi se trouve le uemono-kuruwa où les murs de pierres affichent de nombreux types de sceaux gravés. Ces sceaux indiquent sans doute les groupes des principaux différents obligés aux carrières qui fournissent les pierres pour la construction du château. Tous ces sceaux ne sont qu'un des nombreux aspects plaisants et intrigants de ce château.

### Monticules et douves du château intérieur

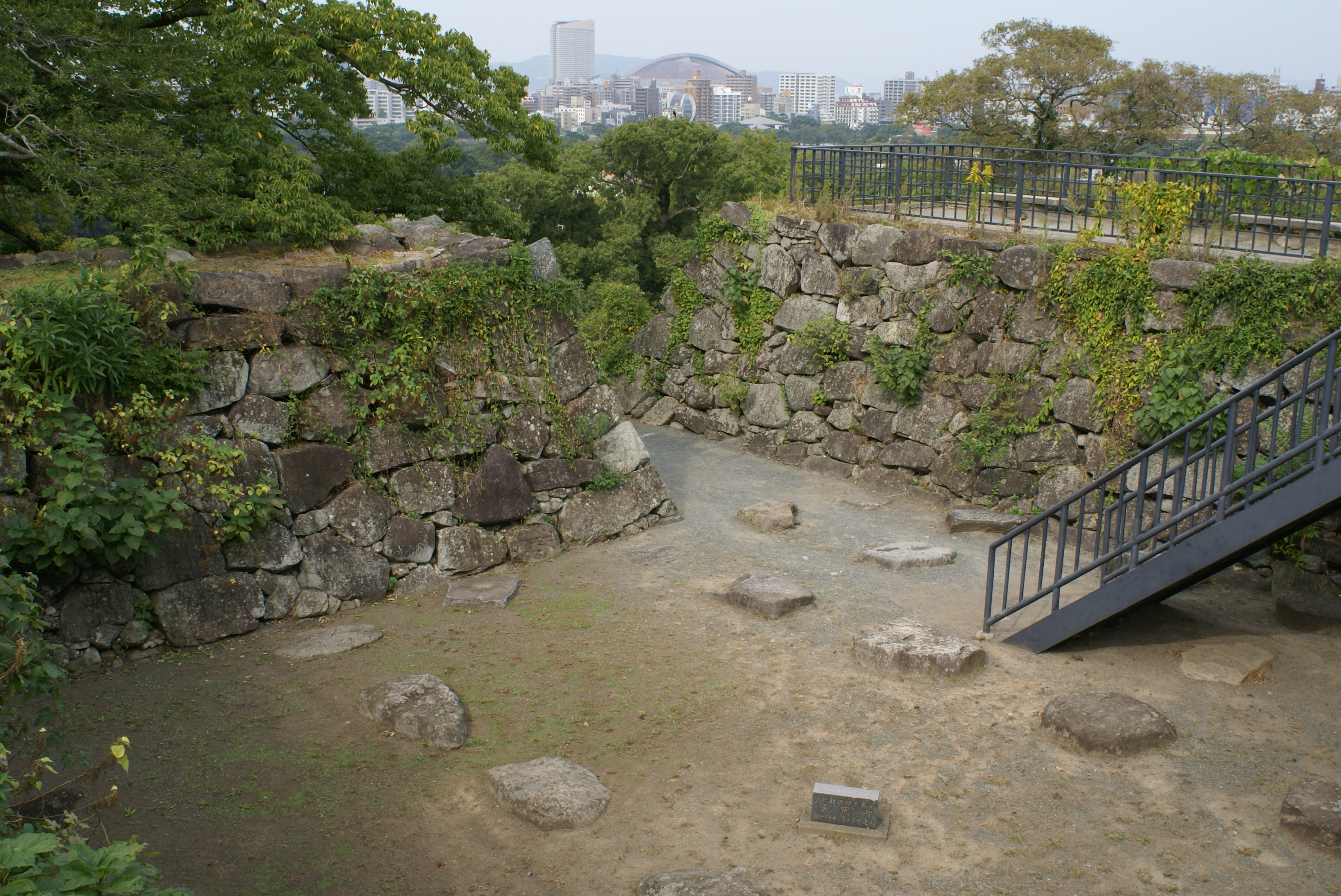

La citadelle du château est nettement délimitée par les monticules de l'enceinte extérieure et les zones extra-muros. La plupart des monticules sont aujourd'hui bien préservés et montrent encore les capacités défensives qu'elles offraient.
La hauteur de la butte de la citadelle est d'environ 8 m le long de la douve Ohori (grande douve), 12 m du côté oriental, 17 m à l'angle sud-est du mizunote et 16 m au-dessus du niveau de la mer à l'ouest du hon-maru. Bien que presque tout le tertre soit endommagé du côté nord, on peut calculer qu'il se trouve à 10 m au-dessus du niveau de la mer si l'on prend en compte les rapports détaillés figurant sur la carte illustrée de tout Fukuoka et Hakata. Sauf sur le côté sud, la butte de la citadelle est ordinairement caractérisée par le koshimaki-sekirui ou mizutataki-ishigaki (un revêtement construit à la partie inférieure du tertre), dont une partie est toujours discernable de nos jours. En outre, les portes sont entourées de murs de pierres de 10 m de haut.
En 1615, le tertre est planté de pins qui servent de shitomi-uemono (barrière visuelle), empêchent les glissements de terrain, servent de coupe-vent, de torches, de matériaux de construction et de réserves alimentaires d'urgence. Sur les côtés est et ouest, les lignes de la butte possèdent de nombreux ori (crémaillère à face avant ou marches en retrait, composées de branches courtes et longues) qui autorisent les tirs latéraux. Le byobu-ori du sud de la citadelle (lignes de tenailles dont le tracé est formé par une succession d'angles saillants et rentrants), visible du sud de la citadelle vers la zone à l'est de la citadelle, est énorme. En général, le byobu-ori ressemble aux lignes défensives des fortifications occidentales. Il témoigne ainsi de façon éloquente de la qualité de prévoyance de Kuroda Josui.
Les douves du château de Fukuoka sont très larges comparées à celles des châteaux des autres tozama daimyo (seigneurs féodaux qui ne deviennent les obligés des Tokugawa qu’après la victoire décisive de ceux-ci à la bataille de Sekigahara en 1600). Elles font environ 15 m de large au sud-est et au sud, où se trouvent des buttes élevées des deux côtés du fossé, elles font environ 45 m tandis qu'au nord du château, leur largeur est en moyenne de 70 m. La douve ohori (la grande douve) a une largeur d'environ 600 m, même après la construction de la levée odote à l'ouest du ohori. L'unique et large douve qui entoure la citadelle est une des caractéristiques de ce château et seulement dans quelques châteaux construits dans la période moderne peut-on en rencontrer de semblables. À l'origine, la douve ohori a plus de 3 ken de profondeur (5,9 m à Chikuzen), plus de 1 ken (2 m à Chikuzen) de profondeur des deux côtés et plus de trois ken de profondeur en son milieu.
Au milieu du XVIIe siècle, la douve ohori, formée par la récupération et le dragage d'une grande crique au temps de la construction du château, est remplie de sédiments aussi la zone est-elle drainée et transformée en terrain herbeux. En conséquence, au cours de l'ère Enpō (1673-1689), la zone qui a été transformée en terres est développée en champs de riz et la levée odote est construite le long des rives. À la même époque, le cours de la rivière Komo est modifié de telle sorte qu'elle coule à l'ouest de la levée odote afin que le limon du flot soit transporté à la mer par la rivière. Après ces travaux, les dimensions de la douve ohori sont réduites mais la superficie des eaux est cependant toujours plus de deux fois plus importante que celle de l'actuelle ohori.

### L'extérieur du château

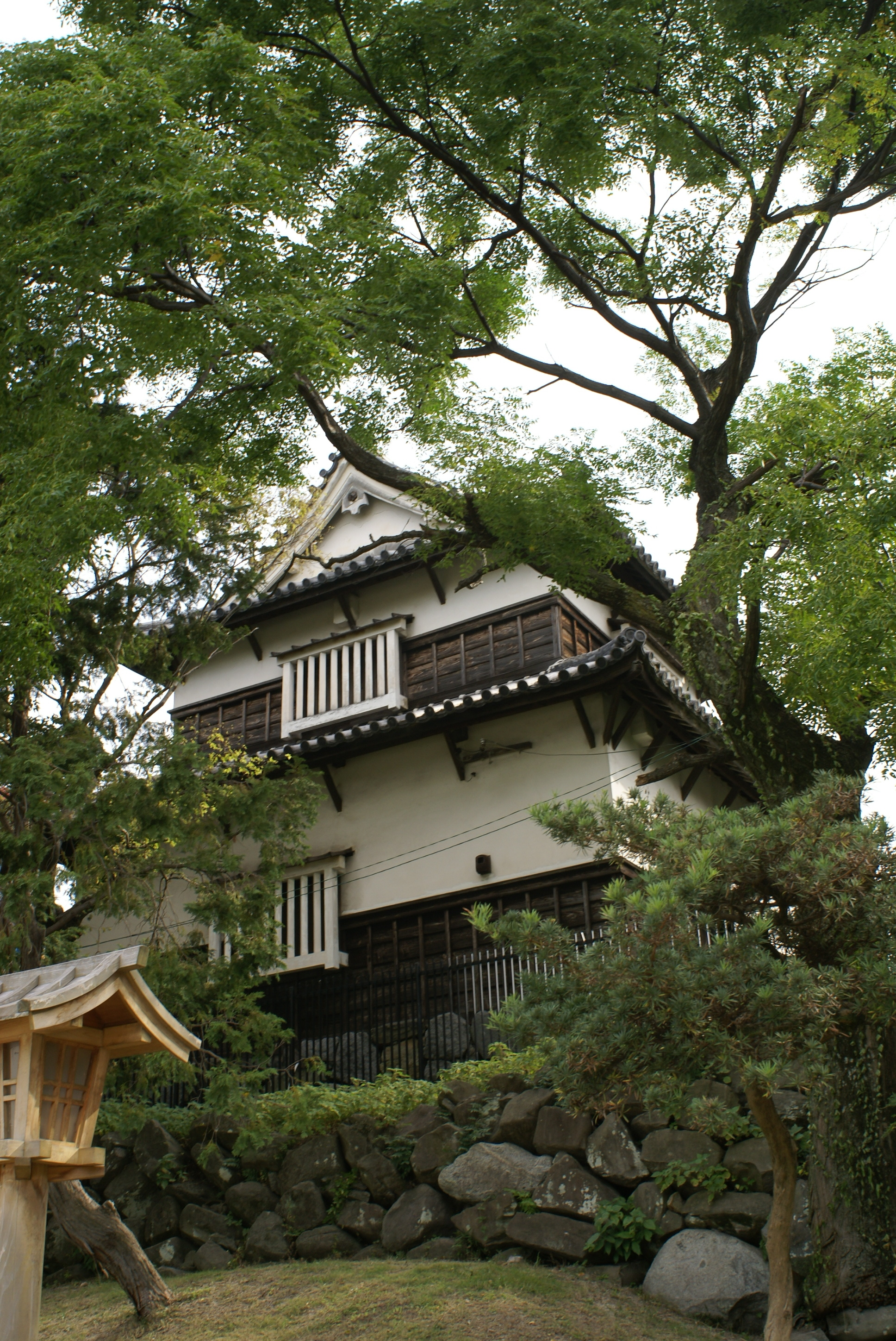
Yagura shiomi.

Un château extérieur est un kuruwa qui inclut la ville-château, y compris les quartiers des samouraïs, les habitations de la population et les temples. Ce kuruwa est clairement délimité par des lignes défensives composées de fossés, de lignes de monticules et de portes qui le séparent de la zone extérieure au château. Divers auteurs de textes anciens diffèrent en ce qui concerne les limites extérieures du château de Fukuoka ; certains indiquent une zone plus petite tandis que d'autres, au contraire, évoquent une plus grande superficie mais du point de vue de la science des fortifications, on considère que la rivière Naka, la douve hizen, la douve Naka, la citadelle, la douve tojin-machi-guchi et la mer déterminent les limites du château extérieur de Fukuoaka. Ce château extérieur ne mesure pas moins d'environ 3 km d'est en ouest.
Le côté oriental du château extérieur le long de la rivière Naka est renforcé de murs de pierres d'environ 10 m de haut et de plus de 700 m de long. Au milieu des murs de pierres, à l'entrée du pont de Nakajima-nishi, se trouve la porte de Higashi-toriire. Celle-ci se compose de la porte de Kita-mon (la guérite du nord), la porte de Minami-mon (guérite du sud) et d'une yagura (une structure en passerelle où une masugata comporte deux guérites se faisant face, ou lorsqu'une yagura est située en face du parvis de la porte d'une masugata est unique). Cette grande porte d'entrée et les murs de pierres de la capitale nouvellement construite de Chikuzen considèrent de haut et dominent fortement la ville de Hakata au long passé de ville commerçante. Un ancien livre indique qu'il existe une église catholique près de la porte à l'intérieur des murs. Il peut s'agir de l'église construite à la mémoire de Kuroda Josui qui est mentionné dans un rapport annuel de la mission jésuite au Japon.
Le côté méridional du château extérieur est délimité par la citadelle et deux lignes de fossés ainsi que par des rangées de monticules dont la longueur totale est de 1 200 m. Il y a trois portes le long des rangées de monticules et elles portent les noms respectifs d'Akasaka, de Yakui et de Kazuma (porte Haruyoshi) d'ouest en est. La douve entre l'entrée de la porte d'Akasaka et l'entrée de la porte de Yakui s'appelle la douve de Hizen (douve Saga), parce qu'elle a été creusée avec l'aide de Nabeshima Naoshige, alors gouverneur de la province de Hizen. La douve de Naka est large d'environ 60 à 110 m et la douve de Hizen d'environ 60 à 80 m. Ces deux douves sont beaucoup plus larges que les douves entourant les châteaux extérieurs de la plupart des autres châteaux japonais. La chronique du seigneur Naoshige dit que Kuroda Nagamasa a envoyé des ouvriers de Chikuzen à Hizen pour creuser le fossé à l'est de l'entrée de la porte nord du château de Saga en échange de la construction de la douve de Hizen. La douve creusée avec l'aide de Nagamasa s'appelle la douve Chikuzen.
Sur le côté occidental du château extérieur se trouve la douve Tojin-machi-kuchi (douve Yana) qui fait environ 17 à 35 m de large. Le long de la côte orientale de ce fossé se trouve le Matsu-dote (la butte du pin), tandis que le long du fossé Ohori en prolongement de l'extrémité sud du Matsu-dote, se trouve le Sugi-dote (la butte du cèdre). Il y a sur la ligne défensive du Matsu-dote une porte à un étage, la porte Kuro, qui, contrairement aux autres portes du château exrtérieur, n'est pas une porte de masugata. Un déversoir à l'extrémité nord de la douve permet de conserver les poissons dans l'eau de mer.
En 1863, deux batteries importantes et sept batteries secondaires sont construites le long des lignes du rivage du château extérieur ainsi que d'autres batteries autour de la baie de Hakata par crainte d'une invasion étrangère.

### Éléments défensifs à l'extérieur du château
Des éléments défensifs se retrouvent aussi dans les zones extérieures au château. À l'est, le hakata est déjà fortifié quand commence la construction du château. Les lignes défensives de cette ville marchande apparaissent probablement à l'époque des invasions mongoles de la fin du XIIIe siècle pour contrecarrer les envahisseurs. Au XVIe siècle, au milieu des guerres civiles, le hakata est fortifié à grande échelle en détournant le cours de la rivière Hie (Mikasa) à l'est du hakata et en creusant des douves au sud. Après la construction du château, le hakata semble avoir été considéré comme un demaru (un ouvrage isolé placé devant une porte afin de la couvrir) défendant la porte Higashi-toriire avec l'île Nakajima (île artificielle dans l'estuaire de la rivière Naka). À l'est du hakata se trouve la porte d'accès et la porte (portail) Ishido et au sud, la porte d'accès et la porte (portail) Tsujinodo. Bien que ces portes soient situées à l'extérieur du château de Fukuoka, elles sont cependant conçues comme des portes de château.
La rivière Yakui, située au sud de la partie extérieure du château, non seulement constitue une ligne défensive en elle-même, mais joue également un rôle important en empêchant l'accumulation de limon qui coule en permanence du haut des collines au sud de la citadelle interne et qui envaserait la douve autour de la citadelle, la douve Naka et la douve Hizen. En 1678, un pont qui relie la ville de Haruyoshi à la porte d'accès Kazuma est construit. Il est posé de façon oblique de telle sorte que les ennemis ne peuvent attaquer directement la porte. À l'ouest du château se trouvent les rivières Komo (Myoan-ji) et Hii (Tajima) qui servent de barrières défensives.

### La ville-château

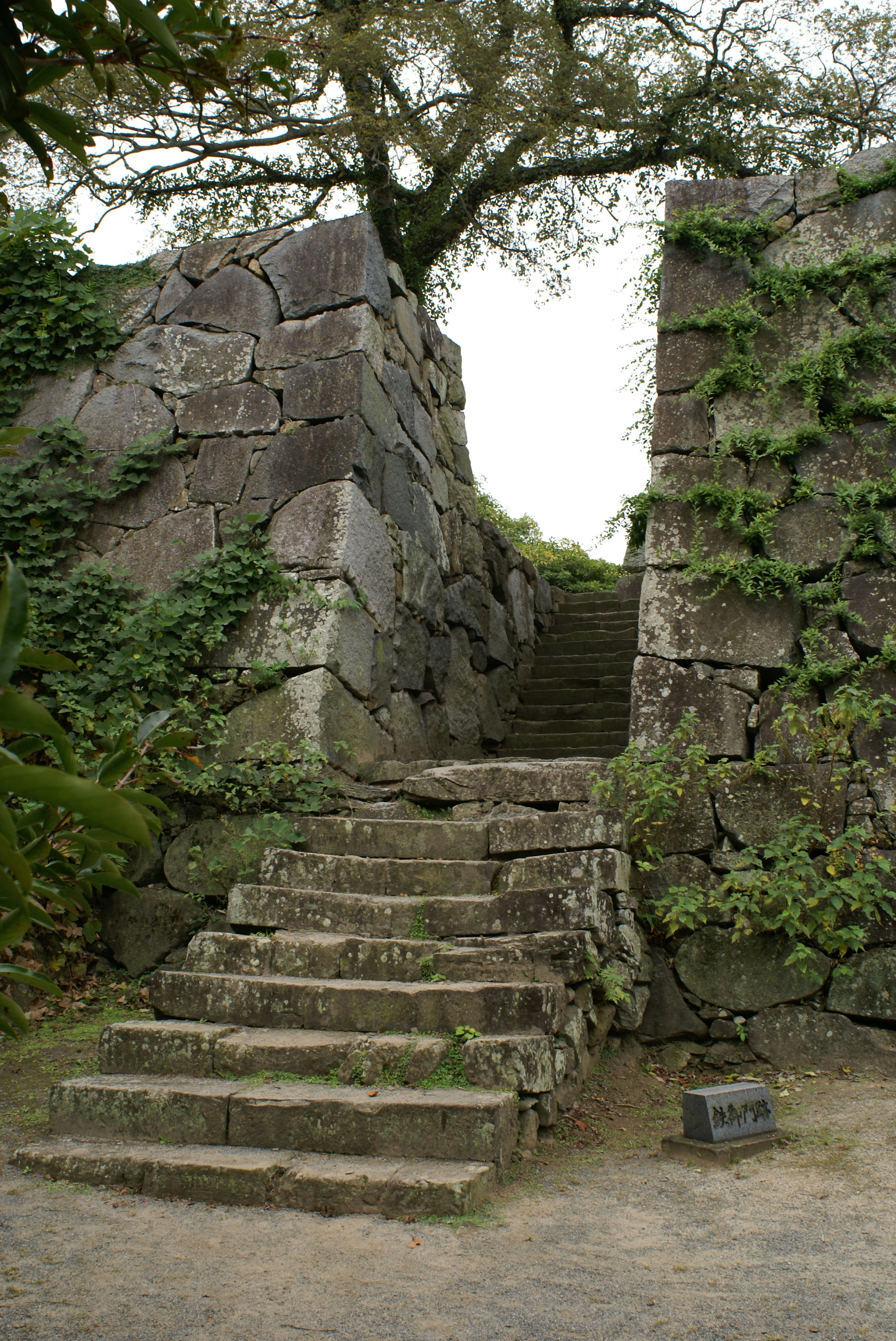

Dans les châteaux japonais, la préoccupation défensive se retrouve même dans les jōkamachi (villes-château). L'emplacement des temples à des endroits stratégiques et le tracé des rues en sont les exemples les plus évidents. Dans et autour du château, plusieurs temples bouddhistes sont situés à des points stratégiques. Cela s'explique probablement parce que les temples peuvent servir de casernes, leurs cours de lieu de rassemblement et les pierres tombales de leurs cimetières à élever des murailles. Même après l'achèvement du château de Fukuoka, les temples sont encore placés à des points stratégiques et en conséquence, le château a été graduellement fortifié.
Dans la ville-château, de nombreuses rues sont dessinées en forme de « T » ou de « L » et les rues qui mènent aux portes Higashi-toriire et Kuro sont courbes. Ce dessin, qui est typique de l'agencement des villes-châteaux de l'époque d'Edo (1603-1868), affaiblit psychologiquement et stratégiquement la capacité à attaquer de l'ennemi tandis qu'il facilite dans le même temps la construction de lignes défensives temporaires. Le tracé des rues rend difficile l'urbanisme moderne, et les habitants de Fukuoka ont encore des difficultés à conduire dans les rues particulièrement sinueuses qui suivent les chemins de l'ancienne ville-château. C'est par ailleurs un des vestiges du château de Fukuoka qui rappelle aux résidents qu'ils vivent dans une ville qui s'est développée à partir du château fortifié de Fukuoka.

### Postérité
Le château perd sa fonction de résidence des daimyos peu après la restauration de Meiji en 1868. La résidence o-shita-no-yashiki sert alors de centre de gouvernement pour la préfecture de Fukuoka, nouvelle unité administrative régionale qui prend le nom du château. En Meiji 9 (1876), le centre du gouvernement est déplacé dans la zone sud-est de ce qui était le château extérieur de Fukuoka et le château lui-même sert de base militaire jusqu'en 1945 quand se termine la guerre du Pacifique et que le site est investi par les forces d'occupation américaines.
Quand la citadelle est reconnue comme site historique national en 1957, l'essentiel des bâtiments du château sont à l'abandon, démolis et brûlés sauf les sept éléments suivants qui ont été préservés :
- yagura Tamon (yagura Minami-no-maru Nishi-hira) : située au sommet du mur occidental du Minami-no-maru ;
- porte Shimo-no-hashi : située à l'entrée du Shimo-no-hashi ; le second étage de la structure a disparu ;
- (go-)hon-maru omote : (go-)mon (principale porte du hon-maru), située au nord du hon-maru ; déplacée au temple de Sōfuku-ji ;
- yagura Hanami : située à l'angle sud-ouest de la citadelle ; déplacée au temple de Sofuku-ji ;
- yagura Shiomi : située à l'angle nord-ouest de la citadelle ; déplacée au temple de Sofuku-ji ;
- yagura Kinen : située à l'angle nord-est du hon-maru ; déplacée au temple Taishō-ji dans la ville moderne de Kitakyūshū et retournée à son emplacement original. L'avenir de cet élément n'est pas clair car l'aspect extérieur de l'ouvrage et quelques documents — dont une ancienne photographie — se contredisent mutuellement ;
- yagura Inosuke ou yagura Ko-tokiuchi (ancienne yagura de l'horloge) : située sur le mur occidental du hon-maru ; déplacée à la résidence de la famille Kuroda située au nord de la citadelle, puis à l'entrée du shimo-no-hashi (cet ouvrage a longtemps été considéré comme étant la yagura Shiomi).

Les murs de pierres de la citadelle sont cependant assez bien conservés sauf les suivants :
- le mur au sud du Higashi-Ni-no-maru ;
- le mur autour de l'entrée du Matsunoki-zaka ;
- le mur autour de l'entrée du Oimawashi ;
- certaines parties du revêtement sur les deux côtés des douves.

Les rangées de buttes sont également bien préservées bien que de nombreuses parties des douves soient revalorisées.
L'emplacement de la citadelle est maintenant occupé par les parcs Maizuru (grue dansante) et Ohori, endroits de détente et de distraction des habitants de Fukuoka. Ces parcs comprennent un stade d'athlétisme et d'autres installations sportives, des jardins floraux, le musée d'art de la ville de Fukuoka, la haute cour du district de Fukuoka ainsi que le quartier résidentiel de Jonai.
En ce qui concerne le château extérieur, presque tous les murs de pierres, les rangées de tertres et les bâtiments ont été démolis peu après la restauration de Meiji. Les douves Hizen et Naka sont valorisées et la douve Tojin-machiji-guchi sert de buse. Toutefois, une partie des murs de pierre au sud de la porte de Higashi-toriire et une partie supérieure des murs de pierre du nord (rempart) de la batterie à côté de l'estuaire de la rivière Naka sont encore visibles aujourd'hui.